# Niels Arestrup
Niels Arestrup   (Montreuil, 8 de febrer de 1949 - Ville-d'Avray, 1 de desembre de 2024) va ser un actor francès, conegut pel paper de l'implacable Francis Laugier a la sèrie de televisió Baron noir (2016). Entre el 2006 i el 2014 va guanyar tres vegades el César al millor actor secundari, amb els films De tant bategar se m'ha parat el cor, Un profeta i Quai d'Orsay.

## Trajectòria
Procedent d'una família treballadora, Niels Arestrup és l'únic fill d'un pare danès, Knud Arestrup, i d'una mare bretona de Lorient, Yvonne Turmel. Knud Arestrup va fugir de Dinamarca durant la Segona Guerra Mundial arran de l'Operació Weserübung. Arribat a Le Havre el 1943 va voler embarcar en un primer moment cap als Estats Units d'Amèrica. Niels Arestrup tenia 10 anys quan el seu pare va ser traslladat a Corbeil-Essonnes i la família va anar a viure a una habitation à loyer modéré a Évry.
En acabar el batxillerat, va començar progressivament una carrera interpretativa tant al teatre com al cinema i la televisió.
Arestrup va ebutar al cinema a Miss O'Gynie et les hommes fleurs (1973) de Samy Pavel, i després a Stavisky... (1974) d'Alain Resnais. A continuació encadenar papers secundaris en el cinema d'autor treballant amb Claude Lelouch a Si c'était à refaire, Chantal Akerman, Jeanne Moreau i Edgardo Cozarinsky. Sense abandonar mai el teatre, va construir una carrera atípica formada per papers secundaris i personatges ambivalents.
A la televisió va obtenir ràpidament papers principals, sobretot en adaptacions literàries d'Arthur Schnitzler, Frank Wedekind, Maurice Maeterlinck i Stefan Zweig. Arestrup ha destacat a La Cerisaie d'Anton Txékhov, dirigida per Peter Brook, a Les Secrets de la Princesse de Cadignan, basada en l'obra Honoré de Balzac i dirigida per Jacques Deray, en dues adaptacions de Jean-Claude Carrière i dues obres d'August Strindberg. L'any 2003 va ocupar al costat d'Emmanuelle Seigner el paper principal de Fernando Krapp m'a écrit cette lettre, una nova versió de l'obra Nada menos que todo un hombre de Miguel de Unamuno.
A mitjans de la dècada del 1980, els directors de cinema van començar a donar-li papers protagonistes però en pel·lícules que no van ser èxits comercials que poguessin convertir-lo en una estrella principal, tot i treballar amb Marco Ferreri a Futur est femme (1984), o István Szabó a Cita amb Venus (1991), on interpreta un director d'orquestra hongarès que malda amb l'Òpera Garnier, i compartir pantalla amb Ornella Muti, Hanna Schygulla, Isabelle Huppert i l'estrella estatunidenca Glenn Close.
Durant deu anys, Arestrup va dedicar part del seu temps a la formació d'intèrprets creant i dirigint el Théâtre-École du Passage de París, on l'estudiantat, a més de les seves classes de teatre, practicaven dansa, cant, acrobàcia, esgrima i anglès.
L'any 2005, De tant bategar se m'ha parat el cor de Jacques Audiard, al costat de Romain Duris, presentí el reconeixement a venir: la seva actuació com a pare traïdor, burgès i complex va merèixer el César al millor actor secundari. A Un profeta, l'any 2009, interpretà el personatge de César Luciani, padrí de la màfia corsa que manté el control dels seus assumptes des de la seva cel·la i li feu guanyar un segon César. Tanmateix, Arestrup es va distingir en pel·lícules com L'ecafandre i la papallona de Julian Schnabel i El cas Farewell. El 2013, va tornar al món del poder al costat de Thierry Lhermitte a Quai d'Orsay de Bertrand Tavernier. La seva interpretació de Claude Maupas, el flegmàtic i astut cap de gabinet del ministre d'Afers Exteriors, li va valer un tercer César.
El 2012, després de 10 anys junts, Niels Arestrup es va casar amb l'actriu, guionista i autora Isabelle Le Nouvel. El mateix any tingueren bessons, un nen i una nena. Més endavant, va participar activament en el debat públic sobre les accions a emprendre per a superar la crisi climàtica. El 2018 va ser un dels 200 signants del manifest publicat al diari Le Monde que alertà de les conseqüències dramàtiques, com l'extinció de l'espècie humana, si una acció política «determinant i immediata en àrees problemàtiques com el canvi climàtic i la biodiversitat no es realitza».

## Obra publicada
- Tous mes incendies, Plon, 2001 ISBN 978-2-259-19295-8